# Anne Teresa De Keersmaeker

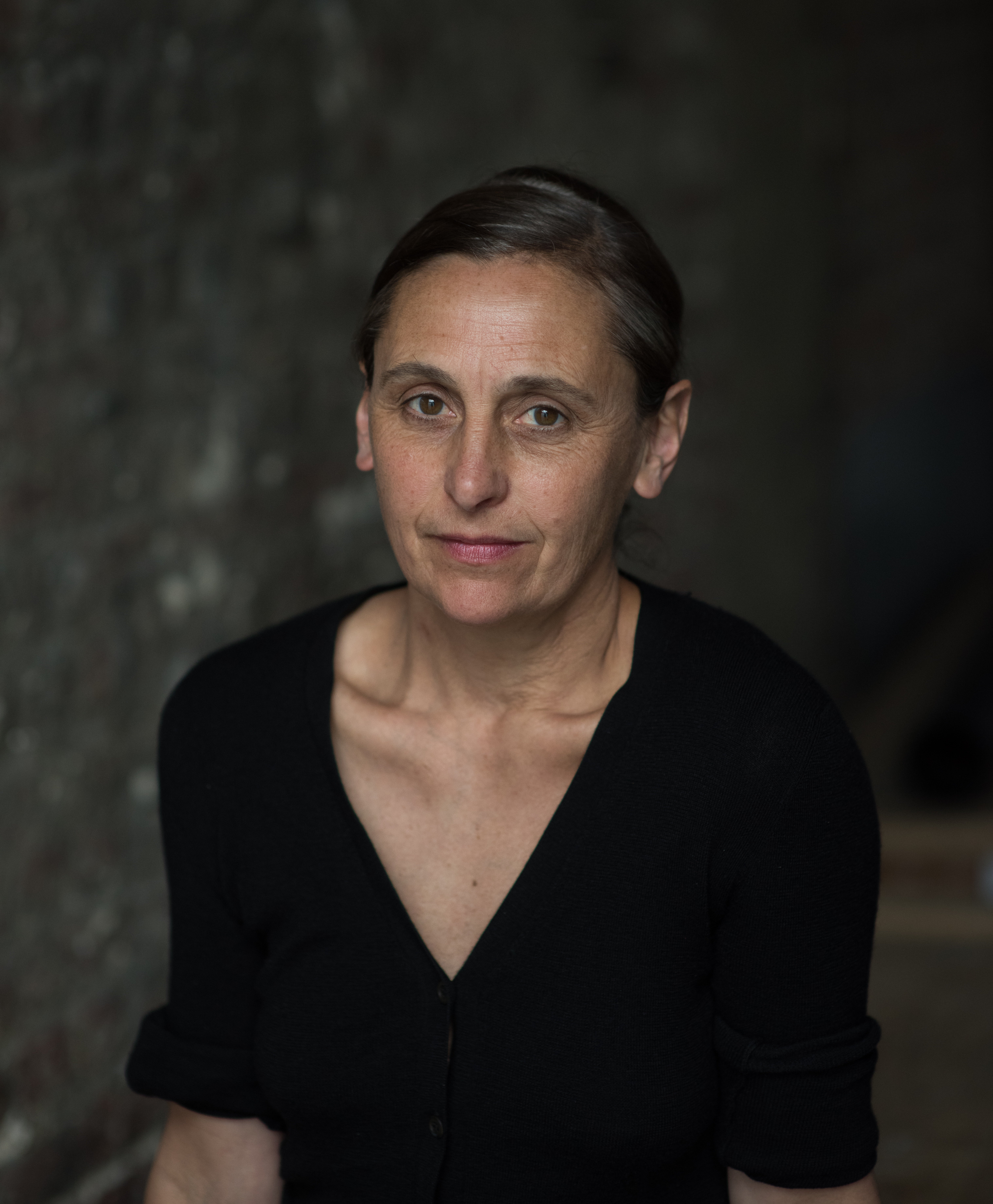
De Keersmaeker, 2016

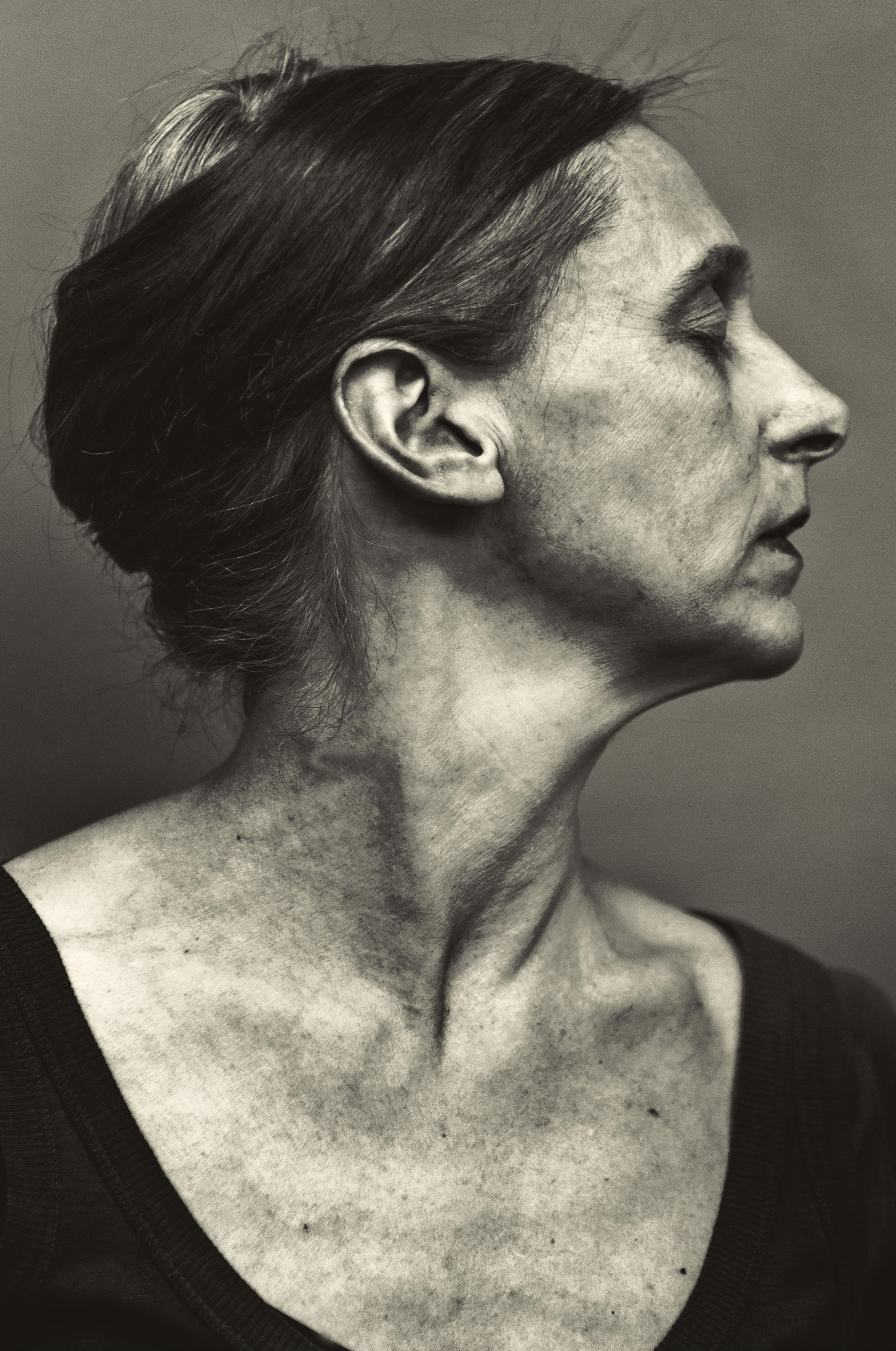
De Keersmaeker, 2011

Anne Teresa barones De Keersmaeker (Mechelen, 11 juni 1960) is een internationaal bekende Belgische choreografe. Ze richtte dansensemble Rosas op.

## Familie
Anne Teresa De Keersmaeker is een dochter van Maurits De Keersmaeker en Marie-Jeanne Lindemans. Anne Teresa is de kleindochter van Paul Lindemans. Ze heeft nog drie zussen, waaronder de Belgische actrice Jolente De Keersmaeker, en een broer. Ze groeide op in Wemmel. De Keersmaeker leerde Gerhard Jäger, de bezieler van Art Basics for Children, kennen in Wenen. Ze hebben twee kinderen: filosoof Anton Jäger en actrice Anna Franziska Jäger. Haar oom langs vaderszijde was Henri De Keersmaeker, burgemeester van Wemmel, haar oom langs moederzijde was Vic Everaet, burgemeester van Opwijk.

## Opleiding en vorming
Anne Teresa De Keersmaeker volgde als kind balletles in de balletschool van Wemmel.

### Mudra
Na haar humaniora ging ze les volgen aan de dansschool Mudra van Maurice Béjart in Brussel. 

### Asch
In 1980 debuteerde ze met haar stuk Asch in de toenmalige Nieuwe Workshop of de zuilenzaal in De Markten in Brussel, dat ze maakte samen met acteur en regisseur Jean-Luc Breuer. Vlaams dramaturge en schrijfster Marianne Van Kerkhoven schreef dat men toen al die “elektrische, alerte bewegingen” kon bemerken die typerend waren voor De Keersmaeker's vroege werk. Er is geen narratief of verhaal, al zijn er wel twee personages, een klein meisje en een gekwetste piloot. De muziek werd gecomponeerd door Christian Copin en Serge Biran.

### New York
In 1981 verhuisde ze naar de Verenigde Staten, om te gaan studeren aan de Tisch School of the Arts te New York. Daar maakte ze kennis met de Amerikaanse postmoderne dans. In New York begon ze te werken aan een solo, Violin Phase, en deze vertoonde ze voor het eerst op de campus. Met haar medestudente, Jennifer Everhard, zal ze het duet Come Out ontwikkelen.

## Werk
Terug in België, breit ze in 1982 samen met Michelle-Anne De Mey een vervolg aan de twee eerdere stukken: Clapping en Piano Phase zien het licht. Deze vier delen zullen samen Fase, Four Movements to the Music of Steve Reich vormen, een stuk dat in 2020 nog steeds op het repertoire van Rosas staat. Pas in 2018 zal De Keersmaeker dit stuk niet meer zelf dansen.  Het stuk betekende haar doorbraak en leverde haar enkele uitnodigingen voor internationale festivals op. De aandacht voor minimalistische muziek en beweging in deze choreografie vormt de basis voor haar latere werk.

### Gezelschap
In 1983 richtte De Keersmaeker haar eigen gezelschap, Rosas, op. Met deze compagnie maakte de danseres en choreografe vele beroemde voorstellingen, zoals Rosas danst Rosas, Elena's Aria, Mikrokosmos, Ottone, Ottone, Achterland, Rain en Drumming. Ze werkte een hele tijd nauw samen met het Brusselse Kaaitheater, tot ze in 1992 op uitnodiging van de nieuwe directeur Bernard Foccroulle resident werd in de Brusselse Muntschouwburg.
- in 1997 zien de voorstellingen "3 Solos for Vincent Dunoyer" en "Just before" het licht.
- in 1998 de choreografie "Drumming"
- in 1998 regisseerde ze voor de eerste maal een opera, “Blauwbaards Kasteel” van Béla Bartók.
- met Peter Greenaway maakte ze de dansvideo “Rosa”
- in 1998 realiseerde ze als gastchoreografe voor de Portugese Companhia Nacional de Bailado “The Lisbon Piece”
- in 1999: "I said I"
- in 2001: “Rain” met muziek van Reich
- in 2002: danst ze nog eens solo in "Once" op muziek van Joan Baez; en "(but if a look should) April me
- in 2003: "Bitches Brew"
- in 2004: "Kassandra"
- in 2005: "Desh"[15] en "Raga for the Rainy Season"[16]
- in 2006: D'un soir un jour"[17]
- in 2007 met de choreografie "Eight Lines" en "Four Organs"
- mei 2007: "Keeping still - Part I" in samenwerking met de beeldend kunstenares Ann Veronica Janssens, die werkt met massieve lichtbundels en vluchtige mistslierten.[18]
- juli 2008 uitvoering van Keeping still te Salzburg op de Sommerszene08
- juli 2009 productie van The song, twee uur dans in stilte, i.s.m. Ann Veronica Janssens en Michel François[19]
- februari 2010 : 3Abschied in samenwerking met Jérôme Bel
- juli 2010: En atendant met ars subtilior, een polyfonische muziekvorm uit de 14e eeuw, première in de Cloître des Célestins te Avignon
- juli 2011: Cesena op de Cour d'Honneur te Avignon (met liederen uit de Codex Chantilly en het gregoriaanse Kyrie)
- oktober 2013: wereldpremière op de Ruhrtriennale van Vortex Temporum, i.s.m. Ictus en op muziek van Gérard Grisey
- 2015-2017: Work/Travail/Arbeid, een herinterpretatie met dansers en muzikanten van de dansvoorstelling Vortex Temporum als een tentoonstelling die doorlopend toegankelijk is voor het publiek, eerst gedurende negen weken uitgevoerd in het kunstencentrum Wiels (Brussel)[20] en nadien ook in Centre Pompidou (Parijs), Tate Modern (Londen) en MoMA (New York).[21]
- 2017: Mitten wir im Leben sind op de Ruhrtriennale met cellist Jean-Guihen Queyras met Bachs Cellosuites.
- 2018: The Six Brandenburg Concertos met de dansgroep Rosas, live uitvoering door B'Rock Orchestra en solovioliste Amandine Beyer.[22]

Anne Teresa De Keersmaeker's producties waren te zien in theaters en op festivals in vrijwel geheel Europa, de Verenigde Staten, Zuid-Amerika, Australië, Nieuw-Zeeland, China, Rusland, Japan en Hong Kong. Ze won tientallen dans- en choreografie prijzen, waaronder de befaamde London Dance and Performance Award.
In juni 2024 kwam naar buiten, na een onderzoek door De Standaard, dat De Keersmaeker was beschuldigd van grensoverschrijdend gedrag en „psychologisch geweld". Volgens een intern rapport uit 2022 zou zij zich schuldig hebben gemaakt aan kwalijk taalgebruik, subtiele pesterijen en kwetsende opmerkingen. Er zou „onvoldoende psychologische veiligheid op de werkvloer” zijn. Daarnaast sprak De Standaard met ruim twintig ex-medewerkers. De choreograaf kon dansers „het gevoel geven dat je waardeloos was”, aldus een van de ondervraagden, van wie meerderen de afgelopen jaren opstapten vanwege haar bewind.

### P.A.R.T.S.:School for contemporary dance
In 1995 startte Anne Teresa De Keersmaeker met een eigen opleiding te Vorst, in het Brussels Hoofdstedelijk Gewest. In samenwerking met De Muntschouwburg richtte ze P.A.R.T.S. (Performing Arts Research and Training Studios) op. Na een uitvoerige auditie en selectieprocedure kunnen hier elk jaar een zestigtal studenten uit zo’n 25 landen zich komen vervolmaken in dans en choreografie. De cursussen gaan door in een gerenoveerd industrieel gebouw aan de Van Volxemlaan te Vorst. Het gebouw is eigendom van de Vlaamse Gemeenschap.

## Muziek

### Steve Reich
Reichs minimalistische muziek vormt een rode draad doorheen het vroege oeuvre van De Keersmaeker. De paradox tussen de wiskundige precisie van Reichs muziek en de emotionele impact ervan die zich ontlaadt in uitbundige vreugde, trok de choreografe sterk aan. Vanaf haar eerste succes Fase, Just Before, Drumming en Rain voorzag Reich De Keersmaeker van inspirerende muziek. De strakke systematiek van Reichs werk en de even pure bewegingstaal van De Keersmaeker sluiten wonderwel op elkaar aan. De choreografe vond gedurende haar gehele carrière telkens weer andere manieren om de structuren van Reichs muziek in dansbewegingen te vertalen. Met haar twee nieuwe producties Eight Lines en Four Organs zien wij een evolutie van minimalistische strakheid naar complexe groepschoregrafieën.

## Oeuvre
- 2023 EXIT ABOVE, after the tempest / d'après la tempête / naar de storm
- 2022 Forêt
- 2022 Dark Red - Beyeler/RPS
- 2022 Dark Red - Neue Nationalgalerie
- 2022 Mystery Sonatas / for Rosa
- 2021 Dark Red - Louvre-Lens
- 2020 Dark Red - Kolumba
- 2020 3ird5 @ w9rk
- 2020 The Goldberg Variations, BWV 988
- 2019 Brancusi
- 2019 The Dark Red Research Project
- 2019 Bartók / Beethoven / Schönberg
- 2019 Somnia
- 2018 The Six Brandenburg Concertos
- 2017 Zeitigung
- 2017 Mitten wir im Leben sind (verwijst naar het gregoriaans gezang Media vita in morte sumus of Midden in ons leven zijn wij door de dood omgeven) met Bachs Cellosuites uitgevoerd door Jean-Guihen Queyras[25]
- 2017 A Love Supreme
- 2017 Così Fan Tutte (voor de Opera van Parijs)
- 2015 Die Weise Von Liebe und Tod des Cornets Christoph Rilke
- 2015 My Breathing Is My Dancing
- 2015 Work/Travail/Arbeid
- 2015 Golden Hours (As you like it)
- 2014 Verklärte Nacht
- 2014 Twice
- 2013 Vortex Temporum
- 2013 Partita 2
- 2011 Cesena
- 2010 En Atendant
- 2010 3abschied
- 2009 The Song
- 2008 Zeitung
- 2007 Keeping Still Part 1
- 2007 Steve Reich Evening
- 2006 Bartók / Beethoven / Schönberg Repertoireavond
- 2006 D'un Soir Un Jour
- 2005 Raga For The Rainy Season / A Love Supreme
- 2005 Desh
- 2004 Kassandra - Speaking In Twelve Voices
- 2003 Bitches Brew / Tacoma Narrows
- 2002 Once
- 2002 Repertoireavond
- 2002 (But If A Look Should) April Me
- 2001 Small Hands (Out Of The Lie Of No)
- 2001 Rain
- 2000 In Real Time
- 1999 I Said I
- 1999 With / For / By
- 1999 Quartett
- 1998 Drumming
- 1998 Duke Bluebeard's Castle
- 1997 Just Before
- 1997 3 Solos For Vincent Dunoyer
- 1996 Woud, Three Movements To The Music Of Berg, Schönberg & Wagner
- 1995 Erwartung / Verklärte Nacht
- 1994 Amor Constante, Más Allá De La Muerte
- 1994 Kinok
- 1993 Toccata
- 1992 Mozart / Concert Arias. Un moto di gioia.
- 1992 Erts
- 1990 Achterland
- 1990 Stella
- 1988 Ottone Ottone
- 1987 Bartók / Mikrokosmos
- 1987 Verkommenes Ufer / Medeamaterial / Landschaft mit Argonauten
- 1986 Bartók / Aantekeningen
- 1984 Elena's Aria
- 1983 Rosas danst Rosas
- 1982 Fase, Four Movements to the Music of Steve Reich
- 1980 Asch

## Publicaties
- 2022 Mystery Sonatas / for Rosa (Tessa Hall)
- 2020 Embodying an Abstraction / Anne Teresa De Keersmaeker at the Collège de France
- 2020 Drumming (photo book)
- 2019 A Choreographer's Score: Fase, Rosas danst Rosas, Elena's Aria, Bartók (softcover) (Anne Teresa De Keersmaeker, Bojana Cvejić)
- 2019 A Love Supreme (Wannes Gyselinck, Stefan Hertmans, Floor Keersmaekers)
- 2019 The Six Brandenburg Concertos: Rehearsals / Performances (Floor Keersmaekers)
- 2018 Anne Teresa De Keersmaeker / Rosas 2007 - 2017
- 2017 Mitten Wir im Leben sind/Bach6cellosuiten (Wannes Gyselinck, Floor Keersmaekers, Jan Vandenhouwe)
- 2015 Work/Travail/Arbeid tentoonstellingscatalogus (Engels, door Elena Filipovic)[26]
- 2015 Die Weise von Liebe und Tod des Cornets Christoph Rilke (Anne Teresa De Keersmaeker, Bojana Cvejić
- 2014 Drumming & Rain: A Choreographer's Score (Engels en Frans, Anne Teresa De Keersmaeker en Bojana Cvejić)[27]
- 2014 Golden Hours (Bojana Cvejić)
- 2013 What appears in the darkness and disappears in the light... (Rosas: Kees Eijrond, Inge Pieters, Frederik Verrote)
- 2013 Vortex Temporum (edited by Bojana Cvejić)
- 2013 En Atendant & Cesena : A Choreographer's Score (Engels en Frans, Anne Teresa De Keersmaeker en Bojana Cvejić)[28]
- 2012 A Choreographer’s Score: Fase, Rosas danst Rosas, Elena’s Aria, Bartók (Engels en Frans, Anne Teresa De Keersmaeker en Bojana Cvejić)[29]
- 2011 Hear My Voice three essays on Keeping Still, The Song and 3Abschied (Bojana Bauer, Bojana Cvejić, Rudi Laermans)
- 2011 Violin Phase (Catherine de Zegher & Erin Manning)
- 2007 Fase, Four Movements to the Music of Steve Reich fotoboek (Anne Teresa De Keersmaeker, Guy Gyperns)

## Film- en videowerk
- Répétitions (Marie André, 1985, 43 min)[30][31]
- Hoppla! (Wolfgang Kolb, 1989, 52min)[30][32]
- Monoloog van Fumiyo Ikeda op het einde van Ottone, Ottone (Walter Verdin, Anne Teresa De Keersmaeker en Jean-Luc Ducourt, 1989, 6min23sec)[33]
- Ottone, Ottone (deel 1 en 2) (Walter Verdin en Anne Teresa De Keersmaeker, 1991, deel 1: 52min en deel 2: 50min)[34]
- Rosa (Peter Greenaway, 1992, 16min)[35][36]
- Mozartmateriaal (Jurgen Persijn en Ana Torfs, 1993, 52min)[37][38]
- Achterland (Anne Teresa De Keersmaeker en Herman Van Eyken, 1994, 84min)[39][40]
- Tippeke (Thierry De Mey, 1996, 18min)[41][42]
- Rosas danst Rosas (Thierry De Mey, 1997, 57min)[30][43][44]
- Ma mère l'Oye (Thierry De Mey, 2001, 28min)[45][46]
- Fase (Thierry De Mey, 2002, 58min)[30][47][48]
- Counter Phrases (Thierry De Mey, 2004)[49]
- Prélude à la mer (Thierry De Mey, 2009, 16min)[45][50]
- Early Works - Films and Documentaries 4 dvd's / Cinéart, 2012 (Fase, A film by Thierry De Mey, 2002, 58 min - Rosas danst Rosas, A film by Thierry De Mey, 1997, 57 min - Répétitions, A film by Marie André, 1985, 43 min - Hoppla!, A film by Wolfgang Kolb, 1989, 52 min)
- Rain (Olivia Rochette en Gerard-Jan Claes, 2012, 83min)[51][52]
- Work/Travail/Arbeid Een filminstallatie van Eric De Kuyper (2017)
- Mitten (Olivia Rochette en Gerard-Jan Claes, 2019, 53min)

## Onderscheidingen
- In 1996 werd de choreografe opgenomen in de Belgische adel met de titel van barones.
- Ze werd doctor honoris causa aan de Vrije Universiteit Brussel.
- In februari 2008 werd ze Commandeur dans l'Ordre des Arts et des Lettres, omdat zij bijgedragen heeft aan de verrijking van de kunsten of de literatuur in Frankrijk en wereldwijd.
- In december 2011 ontving ze de Gouden Orde van Verdienste van de Oostenrijkse deelstaat Wenen.
- 2012: Prijs voor Algemene Culturele Verdienste van de Vlaamse Regering
- 2014:  Medaille van Culturele Verdienste van de Portugese regering
- 2015 Venice Biennale Golden Lion for Lifetime Achievement[53]
- In 2015 ontving ze het Oostenrijkse Erekruis voor Wetenschap en Kunst.[54]
- 2021: Bronzen Zinneke[55]
- 2021: Helena Vaz da Silva European Award[56]
- 2025: Praemium Imperiale[57]